# LOVG - Grandes éxitos
LOVG - Grandes éxitos es un recopilatorio de La Oreja de Van Gogh publicado en junio de 2008 para finalizar la etapa 1996-2007 de La Oreja de Van Gogh con su antigua vocalista Amaia Montero. Se editó en dos versiones CD y CD + DVD. No superó las expectativas comerciales del álbum. Irónicamente se incluyeron canciones que no llegaron a las listas de popularidad y la primera canción con la que llegaron a lo más alto de las listas "Soñare" fue omitida de esta recopilación. Por esto, y otros motivos, el CD recopilatorio fue bastante criticado, y muchos fans opinaban que debería de haber incluido algunas canciones "míticas" como Soñaré, Perdida o Deseos de cosas imposibles. La versión CD + DVD incluye en el DVD los videoclips correspondientes al CD excluyendo "Soledad" que es incluido como Bonustrack. Junto a Nuestra casa a la izquierda del tiempo, es el único disco del grupo que no llegó al número uno en ventas en España.

## Lista de canciones
| N.º | Título                  | Música                                 | Escritor(es)                    | Duración |  |
| 1.  | «Cuídate»               | A. Montero, X. San Martín y P. Benegas | X. San Martín                   | 2:48     |  |
| 2.  | «20 de enero»           | A. Montero y X. San Martín             | P. Benegas                      | 3:43     |  |
| 3.  | «El 28»                 | La Oreja de Van Gogh                   | La Oreja de Van Gogh            | 2:48     |  |
| 4.  | «París»                 | A. Montero y X. San Martín             | P. Benegas                      | 3:46     |  |
| 5.  | «La playa»              | Xabi San Martín                        | Xabi San Martín                 | 4:07     |  |
| 6.  | «Muñeca de trapo»       | A. Montero y X. San Martín             | Pablo Benegas                   | 3:55     |  |
| 7.  | «Puedes contar conmigo» | A. Montero y X. San Martín             | A. Montero y X. San Martín      | 3:56     |  |
| 8.  | «Rosas»                 | Xabi San Martín                        | Xabi San Martín                 | 3:56     |  |
| 9.  | «Dulce locura»          | A. Montero y X. San Martín             | A. Montero y X. San Martín      | 3:49     |  |
| 10. | «Cuéntame al oído»      | La Oreja de Van Gogh                   | Xabi San Martín y Pablo Benegas | 3:10     |  |
| 11. | «Vestido azul»          | A. Montero y X. San Martín             | P. Benegas                      | 3:10     |  |
| 12. | «Pop»                   | A. Montero y X. San Martín             | P. Benegas                      | 2:31     |  |
| 13. | «Geografía»             | Xabi San Martín                        | Xabi San Martín                 | 3:17     |  |
| 14. | «Mariposa»              | A. Montero y X. San Martín             | A. Montero y X. San Martín      | 4:02     |  |
| 15. | «En mi lado del sofá»   | A. Montero y X. San Martín             | P. Benegas                      | 3:30     |  |
| 16. | «Soledad - Bonustrack»  | A. Montero y X. San Martín             | P. Benegas                      | 3:52     |  |

### DVD Videoclip
1. Cuidate
2. 20 de Enero
3. El 28
4. París
5. La Playa
6. Muñeca de Trapo
7. Puedes Contar Conmigo
8. Rosas
9. Dulce Locura
10. Cuéntame Al Oído
11. Vestido Azul
12. Pop
13. Geografía
14. Mariposa
15. En Mi Lado Del Sofá.

## Certificaciones
| Territorio | Organismo certificador | Certificación | Ventas certificadas |
| ---------- | ---------------------- | ------------- | ------------------- |
| España     | PROMUSICAE             | Oro           | +30 000             |